# Carvo
 (septembre 2012).
Si vous disposez d'ouvrages ou d'articles de référence ou si vous connaissez des sites web de qualité traitant du thème abordé ici, merci de compléter l'article en donnant les références utiles à sa vérifiabilité et en les liant à la section « Notes et références ».

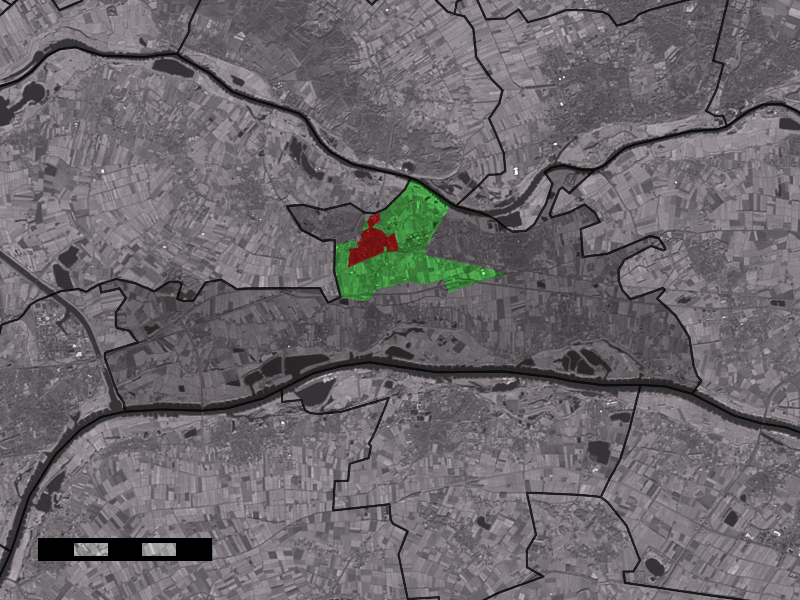
Situation actuelle de Kesteren. En haut, le cours du Rhin inférieur qui a détruit les vestiges du castellum

Carvo ou Carvone - aujourd'hui proche de la ville de Kesteren - est un castellum du Limes du Rhin en Germanie inférieure dans le pays du peuple des Bataves.

## Topographie
- Région de la Basse-Betuwe.
- Le vicus est au Nord-Ouest de la ville actuelle de Kesteren.
- Face à la colline du Grebbeberg, la pointe sud de l'Heuvelrug d'Utrecht

## Toponymie
- mentionné sur la table de Peutinger entre Castra Herculis la ville actuelle de Arnhem-Meinerswijk et Levefanum, maintenant Rijswijk.
- mentionné dans l'Itinéraire d'Antonin entre Harenatium l'actuelle ville de Clèves-Rindern et Mannaricium l'actuel village de Maurik.
- le nom actuel Kesteren, dérivé de castrum signifiait un établissement militaire au IVe siècle.

## Castellum Carvo
La situation du castellum n'est pas exactement identifiée, mais il semble qu'elle ait été stratégique. Le cours du Vieux Rhin s'est modifié, et un nouveau méandre a probablement effacé toute trace du Castellum.
En 1974, les fouilles ont mis au jour une tombe d'un militaire - datée de l'an 70 par les présents - , c'est-à-dire juste après la révolte du peuple des Bataves vers l'an 69. Il semble donc que Carvo aurait été érigé pour renforcer le Limes du Vieux Rhin, comme ceux de Mannaricium, Levefanum et Lugdunum Batavorum.
La découverte d'un grand nombre de squelettes de chevaux entre le vicus et le castellum supposé suggère qu'un détachement de cavalerie était basée à Carvo. Quelques graffiti de soldats sont répertoriés, ce qui tend à attester la présence du castellum.

## Vicus Carvo
Le dépouillement des fouilles dans la Woerd de 1998 à 1999, précisent qu'il s'agissait essentiellement d'agriculture, mais il est clair que les Bataves commerçaient avec les Romains de race de chevaux de cavalerie. 
Le vicus Carvo, entouré d'un fossé, semble abandonné par les Romains vers 225.